# Żeliwo wermikularne
Żeliwo wermikularne – żeliwo szare, w którym grafit ma morfologię grafitu wermikularnego (krętkowego), tj. pośrednią między grafitem płatkowym, a grafitem sferoidalnym. Żeliwo wermikularne stosuje się głównie do produkcji głowic silników spalinowych, tarcz hamulcowych szybkich pociągów i samochodów wyścigowych, kolektorów wydechowych, wlewnic stalowiczych, bloków silników samochodów wyższej klasy.